# Iglesia de San Martín (Argüelles)
La iglesia de San Martín de Argüelles  es un templo de origen prerrománico situado en la parroquia de Argüelles, en el municipio asturiano de Siero (España).
En este templo se halla el elemento más antiguo relacionado con el culto cristiano en Asturias, la inscripción fundacional del templo. La inscripción se puede traducir por «El 28 de abril del año 583 fue fundada», siendo el año 621 la fecha.

## Descripción
En templo prerrománico fue ya restaurado por el presbítero Domingo en el siglo X. Conserva de su primera fase dos celosías y dos inscripciones. Las celosías datan del siglo IX y son muy similares a las de San Miguel de Villardevayo y San Miguel de Lillo. El resto del edificio ha sido muy alterado con el paso de los años, destacando su pórtico románico con arquivoltas y capiteles decorados con varios motivos, entre ellos La Última Cena. Restos de su pasado románico son también el arco toral que separa la nave del crucero.
El interior alberga un retablo barroco que procede de la iglesia de San Juan Bautista en Tamariz de Campos (Valladolid) y que fue trasladado a Argüelles en 1948 tras el incendio del anterior. Está declarada Bien Histórico desde 1983.